# Luigi Manenti
Luigi Manenti (Cazzago San Martino, 16 marzo 1889 – Brescia, 24 febbraio 1980) è stato un pianista, compositore e docente italiano; musicista di talento fecondo compositore, docente e direttore di conservatorio, fu per decenni un personaggio di spicco nel panorama culturale bresciano.
Luigi Manenti - Cazzago San Martino 16 marzo 1889 - Brescia, 24 febbraio 1980 pianista, compositore, didatta 

## Biografia
Figlio di un artigiano appassionato di musica, nel 1909 iniziò, nel paese natale, lo studio del pianoforte e dell'organo con Pietro Orizio e, appena quattordicenne, già suonava l'organo nella locale chiesa madre. In seguito, per completare la sua formazione, si trasferì a Brescia dove, con il maestro Oreste Riva, direttore della banda musicale cittadina, iniziò lo studio dell'armonia. Era scoppiata frattanto la prima guerra mondiale e Manenti nel 1917 fu richiamato alle armi e avviato al fronte dove combatté nella battaglia del Piave. Successivamente contrasse una perdurante forma di malaria che lo costrinse a lunghe degenze in ospedali militari. Fu solo nella primavera del 1922 che, finalmente congedato, poté riprendere gli studi musicali e, sotto il magistero di Isidoro Capitanio, conseguire il diploma superiore di composizione presso il Conservatorio di Musica Arrigo Boito di Parma. All'avvento del fascismo egli non diede la richiesta adesione. Ciò ostacolò lo sviluppo della sua carriera già rivelatasi promettente. Per guadagnarsi da vivere dovette dare lezioni private, dirigere cori e concerti, fare il maestro di musica presso qualche educandato; così come fu organista in varie chiese di Brescia. Per due anni fu il maestro sostituto presso il "Teatro Grande di Brescia".Solamente dal 1943 poté ottenere la cattedra di pianoforte complementare 
 dell' "Istituto musicale A. Venturi" di cui divenne direttore nel 1946, professore di composizione nel 1947 e docente di direzione d'orchestra nel 1949.
 Nel 1958 fondò il "Gruppo di amici dell'orchestra stabile del'Istituto musicale A. Venturi", un'orchestra d' archi con la quale diede molti concerti nel "Salone Pietro Da Cemmo" dell'istituto stesso. Nel 1963 portò al pareggiamento, o parificazione ai conservatori statali, l' "L'istituto Venturi" che nel 1975 divenne il Conservatorio Luca Marenzio. Nel 1966 Manenti abbandonò l'insegnamento per raggiunti limiti di età, ma non tralasciò la sua feconda pratica della composizione che anzi intensificò in ragione del maggior tempo a sua disposizione per meditare e scrivere. Fu un compositore instancabie, scrisse molti pezzi per piano sia solo che a quattro mani, con voce e con strumenti. Scrisse musica sacra e profana per organo solo e con coro. Fu definito un sinfonista; scrisse per orchestra d'archi e per grande orchestra scrisse una sinfonia, un poema sinfonico, due concerti per piano e orchestra ed una Messa per coro e orchestra sinfonica. Scrisse inoltre una decina di opere liriche quasi tutte eseguite in teatro. Morì a Brescia il 24 febbraio 1980.

### Annotazioni
1. ↑  Suo padre aveva intrapreso da giovane un corso di studi musicali presso l'"Accademia Tadini" al termine dei quali era divenuto un buon suonatore di clarinetto.
2. ↑   Fu considerato un pianista «... talentuoso...» come fu annotato alla sua voce nell'archivio Ricordi.

### Fonti
1. 1 2 3 4 5 6   Luigi Manenti, su enciclopediabresciana.it. URL consultato il 3 aprile 2025.
2. ↑   Luigi Manenti, su digitalarchivioricordi.com. URL consultato il 3 aprie 2025.
3. ↑   Luigi Manenti, su digitalarchivioricordi.com. URL consultato il 3 aprile 2025.